# Dernières paroles de l'empereur Marc Aurèle
Dernières paroles de l’empereur Marc Aurèle ou La Mort de Marc Aurèle est un tableau datant de 1844 d’Eugène Delacroix. C’est une huile sur toile de 2,60 m par 3,38 m. Il fut exposé au Salon de 1845. Dans le livret du Salon, se trouve un commentaire qui précise : « les inclinations perverses de Commode s’étaient déjà manifestées ; d’une voix mourante, l’empereur recommande la jeunesse de son fils à quelques amis, philosophes stoïciens comme lui ; mais leur morne attitude n’annonce que trop la vanité de ces recommandations et leurs funestes pressentiments sur l’avenir de l’Empire romain ». De par ces dimensions et son sujet, Les dernières paroles de l’empereur Marc Aurèle est une peinture d’histoire. Ce tableau fut acquis par l’état le 19 mai 1858 pour 4 000 francs et fut envoyé en 1860 à la ville de Lyon. Il est depuis exposé au musée des Beaux-Arts de Lyon.

## Analyse du tableau

### Analyse du sujet
Cette œuvre a comme sujet les derniers moments de vie de l’empereur Marc Aurèle qui donne le pouvoir à son fils Commode, elle se veut annonciatrice de la fin de l'Empire romain. Marc Aurèle (26 avril 121 au 17 mars 180), est un empereur romain de la dynastie des Antonins, ainsi qu'un philosophe stoïcien qui dirigea l'Empire romain à son apogée. Fils adoptif et héritier d’Antonin le Pieux, il accède au pouvoir le 7 mars 161. Commode (31 août 161 - 31 décembre 192), fils de Marc Aurèle devient  empereur romain à la mort de celui-ci et règne de 180 à 192. Marc Aurèle a préparé sa succession en entourant Commode d'un conseil de sénateurs compétents, capables de gérer l'Empire. 
La scène représentée est celle décrite par l'historien Hérodien, lorsque Marc Aurèle, vieux et malade, réunit ses amis et ses proches, fait venir son fils, et se soulevant de son lit de repos, leur recommande d'entourer son fils de leurs soins et de leurs conseils. 
Dédaignant l'exemple de son père philosophe, ne vivant que pour son propre plaisir, échappant dès le début de son règne à un complot de son entourage dont il se débarrasse aussitôt, Commode devient un empereur tyrannique, provoquant, selon la vision des historiens du XIXe siècle, la chute de la puissance romaine. À l'instar de Caligula, Néron et Domitien, Commode est décrit comme étant un empereur cruel et sanguinaire. Avec lui, l'ère des « cinq bons empereurs » s’achève.

### Analyse du tableau
Cette scène s’avère particulièrement sombre et sérieuse. Des parchemins enroulés sont posés au sol. Le lit de l’empereur Marc Aurèle se trouve sur une estrade légèrement surélevée. À l’arrière, on devine à peine les murs du fond de la pièce, rythmés par quelques éléments d’architecture classique et des bas-reliefs.
La tension entre les personnages est palpable. Au centre du tableau, Marc Aurèle est représenté comme un vieil homme malade, allongé sur son lit.
À travers cette toile, Delacroix reprend un thème qui lui est cher, celui du héros exposé à la mort. En effet, l’empereur incarne selon le peintre un idéal de vertu et de raison. Il est entouré de ses conseillers qui l’écoutent attentivement, avec respect et compassion. Cinq d’entre eux sont debout autour du lit, à gauche de l’image. Le sixième se trouve assis par terre au premier plan. Il est adossé au lit et semble abattu. À l’extrême droite du tableau, dans un coin, un autre homme tourne le  dos au spectateur et penche la tête avec tristesse.  Les sept  conseillers paraissent âgés et recueillis avec leurs épaules basses. Ils sont vêtus de sombre et semblent profondément attristés par cet événement.
Au milieu de ces hommes détonne un jeune garçon doté d’une toge rouge vif. Il porte des bijoux et tient dans sa main une branche de laurier, symbole de l’empereur. Sa jeunesse, son torse conquérant, contraste avec la fatigue qui se dégage des conseillers. Cet homme, c’est Commode, le fils de l’empereur, qui est censé lui succéder. Rose, mou et voluptueux, ce dernier à l’air de s’ennuyer face à ses sévères amis groupés  autour de lui dans des attitudes désolées. Marc Aurèle le désigne et le tient par le bras. Il désire présenter l’héritier du trône à ses conseillers. Mais ce dernier effectue un mouvement de recul et semble vouloir partir. 
La tête penchée, il fixe le spectateur et non la scène. Son expression est étrange, presque sournoise.  Il attire le regard du  spectateur. Il respire la santé alors que le corps de son père est abîmé par l’âge et la maladie .
L’utilisation des couleurs est très travaillée. On trouve les mêmes couleurs d’un groupe à l’autre, principalement le rouge et le vert. Mais certaines sont assombries, et d’autres resplendissent dans la lumière et se stimulent entre elles. Par exemple le vert du laurier que porte Commode ravive le rouge violent de sa tunique, le rouge étant ici symbole du mal : « cette pondération du vert et du rouge plait à notre âme » dit Baudelaire qui est le seul à apprécier cette couleur « sanguinaire et terrible ».  Les couleurs  semblent en effet  jouer et vibrer ensemble. 
Delacroix dévoile au travers du tableau son sens unique du geste de et la couleur. Il revendique d'ailleurs cet usage particulier de la couleur après son voyage effectué au Maroc en 1832.  
Le peintre utilise admirablement de la lumière. Les conseillers de l’empereur sont dans l’ombre, droits et têtes baissées. Commode, lui, est dans la lumière, et s’adosse négligemment  sur le lit de son père. Excepté deux figures qui sont donc dans la demi-teinte, tous les personnages ont leurs portions de lumière.
Ce contraste entre zone d’ombre et de lumière est permis entre autres grâce à ce jeu fréquent entre le blanc du papier et du lavis d’eau à peine coloré. En outre, Delacroix utilise également la lumière afin d’ajouter au tragique des expressions. Le peintre nous envoie à la figure celle, démoniaque et inquiétante, presque réjouie de Commode.
En définitif, l’usage très particulier et personnel de la couleur et de la lumière permet à l’artiste de rompre avec les glacis et les surfaces lisses, synonymes de métier et de bon goût.
En ce qui concerne les formes et les mouvements, nous pouvons constater que les coups de pinceaux rendent présent l’artiste qui a réalisé cette toile. Le choc des drapées, des personnages qui sont les uns contre les autres donnent à la scène un mouvement propre, qui ajoute à son intensité. Nous pouvons également noter qu’il n’y a pas de contour net entre les formes, qui figerait les figures et le décor. On sent un mouvement d’ensemble. Delacroix est capable par ailleurs de donner vie à un mourant en faisant circuler nos yeux sur les arabesques et les coups de pinceaux. En étudiant le volume des corps et en analysant les épaisseurs, nous pouvons en déduire que Delacroix  construit ses figures par noyaux, par masses proportionnelles .

### Conclusion sur l’analyse
Cette œuvre permet d’aborder des thèmes fondamentaux à l’homme : la mort, la relation entre parents et enfants. Mais cette toile permet également  d’illustrer la pensée de Marc Aurèle. Elle reflète à la fois l’admiration et la désillusion du peintre face à l’avenir de la grandeur : « Mourir est aussi une des actions de la vie ; comme la mort, la naissance a sa place dans le système du monde ; la mort n’est peut être qu’un changement de place. » Le thème du héros face à la mort que nous avons évoqué met en avant sa sensibilité romantique et l’évolution du traitement des couleurs et de la composition dans sa peinture : « Mon étrange attraction pour ce drame, tissé avec les seuls moyens de la peinture, construction subtile du tableau, jeu grave et moelleux de ses couleurs. » Malgré le thème de la mort et la composition plutôt simple, beaucoup de vie se dégage de ce tableau. Chaque personnage a une attitude et des gestes qui le rendent vivants et présents. Le spectateur peut alors prendre conscience qu’il assiste à un moment fort, dramatique.
Les Dernières paroles de Marc Aurèle symboliserait la mort héroïque d’un grand « stoïcien » (Delacroix les admirait) victime, trahi par les siens. Un sujet noble et élevé qui montre le courage d’un guerrier qui s’est battu pour sa patrie, type de personnage que l’on pouvait sans doute observer en Orient à cette époque. 

### Réception de l'œuvre
Dernières Paroles de Marc Aurèle fut dans un premier lieu assez froidement reçue par la critique générale, ce qui n'empêcha pas Baudelaire d'en faire l'éloge :  « Tableau splendide, magnifique, sublime, incompris. […] Nous sommes ici en plein Delacroix, c'est-à-dire que nous avons devant les yeux l'un des spécimens les plus complets de ce que peut le génie dans la peinture. Cette couleur est d'une science incomparable, il n'y a pas une seule faute, - et, néanmoins, ce ne sont que tours de force - tours de forces invisibles à l’œil inattentif, car l'harmonie est sourde et profonde; la couleur, loin de perdre son originalité cruelle dans cette science nouvelle et plus complète, est toujours sanguinaire et terrible. Cette pondération du vert et du rouge plaît à notre âme. M. Delacroix a même introduit dans ce tableau, à ce que nous croyons du moins, quelques tons dont il n'avait pas encore l'usage habituel. Ils se font bien valoir les uns les autres. Le fond est aussi sérieux qu'il le fallait pour un pareil sujet ». Charles Baudelaire, critique artistique et poète reconnu, s’identifiera beaucoup à Delacroix.